# Lancelot Blondeel
Pour les articles homonymes, voir Blondeel.

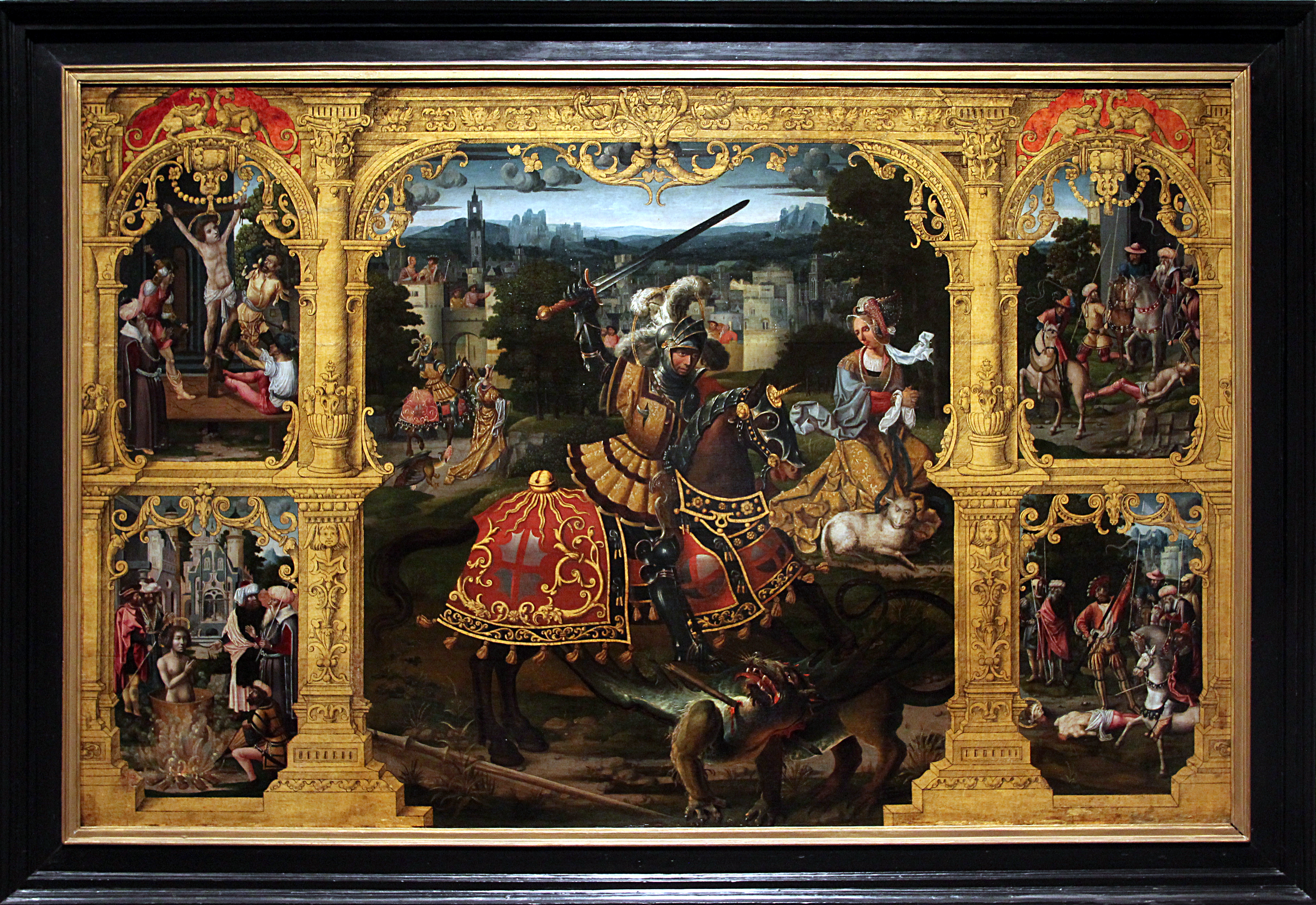
Légende de Saint-Georges, ca. 1535-1540.

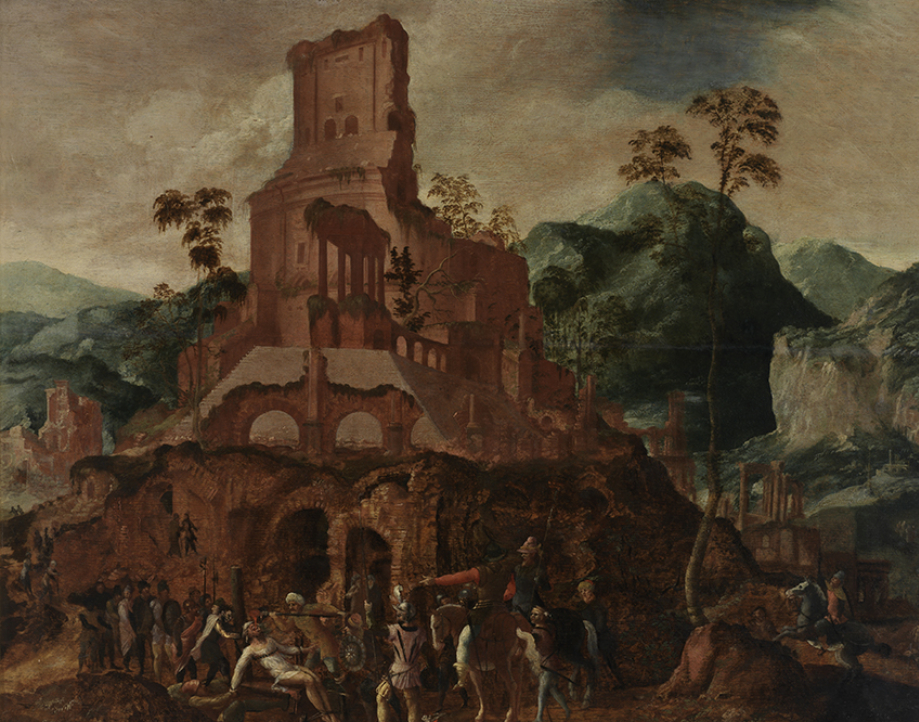
La mort de Crassus (ca. 1548-1558).

Lancelot Blondeel (Poperinge, 1498 - Bruges, 4 mars 1561) (parfois francisé en Lancelot Blondel) est un peintre flamand du XVIe siècle établi à Bruges. Il est connu également comme cartographe et comme ingénieur. Son œuvre peint, marqué par la Renaissance italienne, se caractérise par la complexité de ses décors et par la luxuriance des détails. Il est connu de Vasari qui le décrit, dans l’édition de 1568 des Vite, comme « excellant dans la représentation des feux, des scènes nocturnes, de splendeurs, des diables et de choses semblables » (eccellente in far fuochi, notti, splendori, diavoli e cose somiglianti). Carel Van Mander le présente comme « un homme extraordinairement versé dans le domaine des architectures et ruines antiques, de même que dans le dessin d’incendies nocturnes et scènes semblablement. » 

## Biographie
Lancelot Blondeel est né à Poperinge en 1498. Son épitaphe, due au poète brugeois Édouard de Dene (1506-1578), mentionne qu’il exerça d’abord le métier de maçon. Son monogramme est du reste composé des trois lettres L A Bet d’un dessin représentant une truelle.
Il épouse Katherina Scherrier qui est peut-être la sœur du sculpteur brugeois Michael Scherrier. Le 25 juillet 1519, il est reçu franc maître de la guilde des imagiers de Bruges. L’année suivante, il réalise les arcs de triomphe pour la Joyeuse Entrée de Charles Quint à Bruges.
En novembre 1528, les magistrats brugeois retiennent son projet pour la cheminée d’apparat qui doit orner la chambre échevinale du Franc de Bruges. Le projet de Lancelot Blondeel est exécuté par une équipe de sculpteurs sur pierre et de sculpteurs sur bois entre 1528 et 1531. La cheminée en marbre noir et le relief en albâtre représentant Suzanne et les vieillards sont réalisés par Guyot de Beaugrant. Le décor en bois est l’œuvre de Herman Glosencamp, Jacob Crepen, Rogier de Smit et Jacob de Keysere. C’est une glorification de l’empereur Charles Quint, dont les droits sur la Flandre venaient d’être reconnus par le traité de Madrid du 14 janvier 1526. Le décor, en bois de chêne, le représente, en armure, portant l‘insigne de la Toison d‘Or, entouré, à gauche, par les statues de ses grands-parents paternels, Maximilien Ier de Habsbourg et Marie de Bourgogne, et à droite par celles de ses grands-parents maternels, Ferdinand II d'Aragon et Isabelle de Castille. L’édicule en forme d’arc de triomphe derrière la statue de Charles Quint, les putti, les festons et les colonnettes montrent que Lancelot Blondeel a parfaitement assimilé le vocabulaire de la Renaissance italienne.
Il réalise également des cartons pour des tapisseries, notamment des séries consacrées à Hercule, Saint Paul, la Vierge Marie, et des tapisseries armoriées. Par trois fois (1530, 1537 et 1556), il est choisi comme syndic de la Guilde des imagiers. En 1545, cette même Guilde le choisit pour peindre sa bannière. Il s’agit peut-être d’une des deux toiles peintes cette même année : le Saint Luc peignant la Vierge Marie (Bruges, Groeningemuseum) ou la Vierge à l’Enfant avec saint Luc et saint Éloi (Bruges, Sint-Salvatorskathedraal).
Il présente en 1546 un projet de canal pour relier Bruges - confronté à l’ensablement de la baie du Zwin - à la mer du Nord. En 1549, il conçoit, avec la collaboration de Willem Cornu, douze tableaux vivants pour l’Entrée du prince héritier Philippe d’Espagne (le futur Philippe II) à Bruges.
Le peintre Pierre Pourbus (qui épouse sa fille Anna) est un de ses élèves, et le tableau visible à la cathédrale Notre-Dame de Tournai, Les Sept Joies de Notre-Dame, réalisé vers 1550, est le fruit de leur collaboration,.
En 1550, Lancelot Blondeel est chargé avec Jan van Scorel de restaurer l’Agneau Mystique de Van Eyck. En 1551, il propose un projet pour le monument funéraire de Marguerite d'Autriche.
Il meurt le 4 mars 1561. Il est enterré au cimetière de l’église Saint-Gilles de Bruges.

## Œuvre peint
- Triptyque avec les saints Côme et Damien, Bruges, Sint-Jacobskerk, (1523).
- Triptyque avec l’Histoire de la Sainte Croix, Furnes, Église Saint-Nicolas.
- Les Sept Joies de Notre-Dame, Cathédrale Notre-Dame de Tournai, (peut-être en collaboration avec Pierre Pourbus)[7].
- Martyre d’un saint, New York, collection particulière, (1548 ou 1558).
- Le Calvaire, Musée des beaux-arts de Nantes.
- Vierge à l’Enfant avec saint Luc et saint Éloi, Cathédrale Saint-Sauveur de Bruges, (1545).
- Saint Luc peignant la Vierge, Bruges, Groeningemuseum, (1545).
- Le Bon Samaritain, panneau, 100,3 × 70,7 cm,  Hôpital Saint-Jean, Bruges (attribué à Blondeel).
- Martyre d'un Saint, Amsterdam, Rijksmuseum, (1558).